# Fritz Rimrott
Fritz Rimrott (ur. 20 września 1849 w Aschersleben, zm. 14 września 1923 w Wernigerode) – inżynier mechanik, konstruktor lokomotyw, menadżer kolejowy, m.in. prezes Dyrekcji Kolei w Gdańsku (1908-1920).

## Życiorys
Po ukończeniu Szkoły Realnej w Aschersleben, uczęszczał do Szkoły Handlowej w Halberstadt a następnie studiował budowę maszyn na Królewskiej Akademii Przemysłowej w Berlinie (Königlichen Gewerbe-Akademie). Po jej ukończeniu podjął pracę na kolei. W 1875 zdał egzamin państwowy i uzyskał tytuł inżyniera mechanika (Maschinenbauführer) w służbie Prusko-Heskiego Zarządu Kolei Państwowych (Preußisch-Hessische Staatseisenbahnvervaltung). W 1881, w trakcie prac do drugiego egzaminu państwowego wynalazł jeden z typów lokomotywy parowej tzw. lokomotywę Rimrotta-Malleta (Rimrott-Mallet Locomotive), którą opracował wkrótce po Mallecie, jedenakże niezależnie od niego. W latach 1904–1906 był pracownikiem Dyrekcji Kolei w Berlinie (Eisenbahndirektion Berlin), następnie utworzonego zarządu kolei, gdzie zajmował się pracami projektowymi taboru jak i jego zakupem. Kilkakrotnie powierzano mu obowiązki prezesa kolejowych dyrekcji okręgowych - w Królewcu (Eisenbahndirektion Königsberg/Pr.) (1907-1908), i w Gdańsku (Eisenbahndirektion Danzig) (1908-1920), skąd w 1920 odszedł na emeryturę. Uhonorowano jego dorobek na Wyższej Szkole Technicznej w Gdańsku (Technischen Hochschule Danzig) nadając mu tytuł dr inż. h.c. (Dr.-Ing. E.h.). Od 1921 był członkiem zarządu Niemieckiego Towarzystwa Maszyn Technicznych (Deutsche Maschinentechnische Gesellschaft).